# Formulas Fatal to the Flesh
Albums de Morbid Angel
Entangled in Chaos
(1996) Gateways to Annihilation
(2000)
Formulas Fatal to the Flesh est le cinquième album studio du groupe de death metal américain Morbid Angel. L'album est sorti le 24 février 1998 sous le label Earache Records.
On peut remarquer que le titre de l'album contient trois fois la lettre "F", sixième lettre de l'alphabet. Mis ensemble, cela donne "666", qui est le chiffre de Satan.
C'est le premier album du groupe enregistré avec Steve Tucker, qui remplace David Vincent au chant et à la basse.
Pour la première fois dans un album de Morbid Angel, des titres sont composés en sumérien.

## Musiciens
- Steve Tucker - Chant, Basse
- Trey Azagthoth - Guitare, Claviers, Chant
- Pete Sandoval - Batterie

## Liste des morceaux
1. Heaving Earth – 3:54
2. Prayer of Hatred – 4:28
3. Bil Ur-Sag – 2:30
4. Nothing is Not – 4:44
5. Chambers of Dis – 3:30
6. Disturbance in the Great Slumber – 2:32
7. Umulamahri – 4:34
8. Hellspawn: The Rebirth – 2:43
9. Covenant of Death – 6:08
10. Hymn to a Gas Giant – 1:04
11. Invocation of the Continual One – 9:47
12. Ascent through the Spheres – 2:02
13. Hymnos Rituales de Guerra – 2:43
14. Trooper – 0:55